# Podnoszenie wód
Podnoszenie wód — zabieg stosowany w celu nawodnienia pola, w przypadku gdy poziom wody jest niższy niż poziom pola. 

Najbardziej prymitywnym sposobem podnoszenia wód jest czerpanie wody z rzeki lub strumienia i przenoszenie jej w koszach lub kubłach na pole, gdzie rozlewa się ją w odpowiednich miejscach. Metoda ta jest wciąż stosowana w wielu krajach Azji Południowo-Wschodniej. 

Inne metody to stosowanie takich narzędzi i urządzeń jak:
- delou
- żuraw
- noria (nawra, sanya)
- sakije (sakiyeh)
- tambur (śruba Archimedesa)
- koła wodne
- wiatrak.